# Pourtalé
Pourtalé es un paraje rural del Partido de Olavarría, localizado en el interior de la Provincia de Buenos Aires, Argentina.

## Ubicación
Se encuentra a 30 km al oeste de la ciudad de Olavarría.

## Población
Durante los censos nacionales del INDEC de 2001 y 2010 fue considerada como población rural dispersa.

## Ferrocarril
- Estación Pourtalé